# メディアゾナ

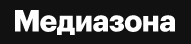
ロゴ

メディアゾナ（ロシア語: Медиазона、英語: Mediazona）は、ロシアの独立系ニュースサイトである。
主にロシア国内の汚職、裁判、刑務所での問題を報じており、ベラルーシ・中央アジア版ではその地域の社会問題を取り上げている。
創立者はプッシー・ライオットのメンバーであるナディア・トロコンニコワとマリア・アリョーヒナで、発行者はピュートル・ヴェルジロフ、編集長は政治ジャーナリストのセルゲイ・スミルノフ。メディアゾナは正確にはロシアのサイトではなく、アイスランドに登録されている。

## 概要

### 設立の経緯と報道姿勢
フェミニスト・パンク・ロック集団でアクティヴィストであるプッシー・ライオットは、2012年2月21日、ウラジーミル・プーチンが再選された大統領選挙への抗議活動の一環として、モスクワのロシア正教会救世主ハリストス大聖堂で「Панк-молебен Богородица, Путина прогони（聖母様、プーチンを追い出してください）」の無許可演奏を行った。逮捕されたメンバー3人のうち、トロコンニコワとアリョーヒナが実刑判決を言い渡されて服役し、2013年12月に釈放された。
その半年後の2014年9月に、2人はスミルノフと協力し、エレナ・シュマラエバ、エゴール・スコボロダ、マリア・クリモワなどの記者たちも参加してメディアゾナの設立に至った。 設立理由について、トロコンニコワとアリョーヒナは「釈放されて以来、ロシアのメディアは何が起こっているのかを報道できなくなったと感じている。当局による厳しい検閲のため、プーチンの政策を批判し、ロシアの裁判所や法執行機関による人権侵害を追跡するメディアがない。裁判所、刑務所、逮捕、有罪判決、施設での暴動、政治犯罪事件、法執行官による犯罪—私たちの新しいメディアはそのすべてをカバーしようとしています」「ロシアの裁判所の透明性とメディア報道が非常に必要で、メディアゾナがそのギャップを埋めるのに役立つことを願っている」とプレスリリースで説明している。同年12月より、ロシアの司法・人権問題についてガーディアンと協力関係となっている。 
運営資金については、ロシアでクラウドファンディングを行うことは支援者を危険に晒すため、 トロコンニコワやアリョーヒナが講演をしたり、寄付を集めて工面している。 
法執行機関による人権侵害に関しての報道の一例としては、2012年から2014年の間に、ロシアのチタ州シルカで服役中の少なくとも2人の遺体が警察署内で拷問の痕跡が疑われる状態で発見され、2014年9月に警察に対して刑事訴訟が提起された事件や、2014年9月にドネツクの親ロシア分離主義者が刑務所を乗っ取り、服役者を虐待・殺害した事件の報道がある。
トロコンニコワが2007年以来、アレクセイ・ナワリヌイと親交があることから、その動向についても取り上げている。

### 2022年ロシアのウクライナ侵攻以降
2022年2月24日のロシアのウクライナ侵攻以来、他の独立系メディア（Republic、Snob.ru、プロエクトなど）とともに当局によってロシアからのアクセスをブロックされた。サイトの削除要求を受けたが、ブロックの準備は出来ており、ジャーナリストたちは仕事を止めないと宣言した。ビリニュスとトビリシに避難しているという。
以来、動員されたロシア連邦軍兵士（職業軍人・徴集兵）や家族、戦災を受けたウクライナの一般市民や避難民などから独自に取材を行い、調査・インタビュー記事を精力的にアップロードしている。
トロコンニコワの元夫であるピュートル・ヴェルジロフは、同年4月にウクライナのウォロディミル・ゼレンスキー大統領にインタビューをしているほか、同年5月11日には、アゾフスタリ製鉄所でロシア軍と戦っているアゾフ連隊の兵士の妻たちとローマ教皇フランシスコとの面会に同席した。
同年7月12日より、英語でもロシア版のニュースをアップロードしている。

#### 独自のデータ収集
- 侵攻以来、BBCロシア支局やボランティアと協力して死亡したロシア兵に関するデータを収集している。これは死者の実数の反映ではなく「公式に死亡報告が出た数」をカウントを続けている。この死亡報告には家族によるSNS投稿、地域メディアによる報道、地方自治体からの哀悼文なども含まれる。また、ボランティアの協力を得て、ロシア全土70ヶ所の墓地で新しい墓の数を数え続けているという[13]。
  - 2022年7月29日までのまとめによると、5,185人の死亡が公式に確認されており、中佐以上の少なくとも100人の士官が戦死している。年齢は21～23歳の割合が最も高く、20歳未満の戦死者もあるという。ダゲスタン共和国・ブリヤート共和国など中央アジアの先住民族の戦死者が多く、貧困のため軍隊に入る者が多い地域の事情が考えられるという。一方、首都モスクワやサンクトペテルブルクなど、ロシア国内で裕福な地域出身者の死亡は少ない[14][15]。
  - 同年11月18日に更新されたデータでは、死亡者数は9,000人を超えた。そのうち259名が動員兵である。動員兵の死亡場所が判明しているのは71例で、ほとんどはロシア軍の撤退前にヘルソン付近で死亡している[14][16]。
  - 2023年8月4日までに、侵攻開始以来ウクライナで殺害されたロシア兵2万9,217人の名前を特定。ルガンスク人民共和国(LPR)の兵士は少なくとも11,500人、ドネツク人民共和国(DPR)の兵士についてはSNS上で家族が行方を捜しているメッセージや投稿を8,400件以上発見したという[17]。
  - 2024年11月29日までに、死亡したロシア兵8万973人の名前を特定した。この半数以上は、侵攻以前には軍隊に所属していなかった動員兵であった[18]。
  - 2025年1月17日までに、ロシア軍およびその他の治安部隊の将校4,600人以上の死亡が確認された[19]。
  - 同年1月24日までに、死亡したロシア軍人9万19人の名前を特定した。全死亡者の23％は、侵攻以前には軍隊に所属していなかった動員兵であった。2024年中の死亡者の平均年齢は36歳。2025年に入ってから、ロシアの地域間で動員兵募集の競争となっており、追加支払額は平均200万ルーブル近くなっている。1月下旬にヤマル、マリ・エル、沿海地方で新たに支払い額の増加があった。サマラ地域の新規契約兵士への支払総額（連邦補助金を含む）は過去最高の400万ルーブルに達した[20]。
- 「6ヶ月の契約期間の後、恩赦される」ことを条件に徴兵されたロシアの受刑者部隊についても、募集が始まった2022年から受刑者家族などから取材し、オープンソースでの死亡者の確認を続けている。
  - 2022年11月19日、9月と10月の2ヶ月間で、23,000人以上の囚人がロシアの刑務所から姿を消したことを報じている。9月1日には34万8,000人の囚人がいたが、11月1日までに服役中の人数は32万5,000人。また、2022年にはウクライナ派兵に関連しない恩赦が無かった。囚人の大幅な減少時期は、ワグネル・グループがウクライナへの志願兵として戦闘に参加させようとした時期と一致。徴兵された囚人、死亡者数は不明だが、関与の規模は明らかに数千人にのぼるとみられる[16]。
  - 2023年8月4日までに、5,553人の戦死者の名前を特定している。ワグネル・グループに募集された囚人は同年6月までに撤退したが、ロシア国防省の募集に応じた囚人はドネツク地域とザポリージャ地域での戦闘に参加し続けている。また、徴兵は同年6,７月も続いたという[17]。
  - 2023年10月以来、服役者の死亡は徐々に減っている。2014年に国家院(下院)が「被告が軍と契約を結んだ場合に刑事訴訟を停止できる」法律を可決したためで、裁判前に戦地に送ろうとしているためである[20]。
  - 2024年6月10日、2023年8月に入手した遺族への支払いに関するワグネル・グループの記録についての調査内容を報じた。記録には2万人以上の元囚人の個人番号・フルネーム・コールサイン・死亡日、および遺族への支払い内容が記されており、個人番号により少なくとも48,000人が徴兵されていたとみられるという。服役していた刑務所も特定した。被害者のリスト・相続事件の記録・漏洩した警察のデータベースとの照合や兵士を探す家族のチャットの調査などにより、記録の信憑性を確認したという[21]。
- ロシア全土の駐屯地および管区軍事裁判所のウェブサイトを閲覧し、ウクライナでの戦闘拒否者の数をまとめている[22]。
  - ウクライナへの侵攻が始まって以来、軍事裁判所は約16,000件の刑事事件を受理した。最も多いのは脱走で14,182件、12,460 件の判決が言い渡されている。ロシア刑法では最高10年の懲役刑だが、多くの兵士は執行猶予付きの判決を受け、前線に送り返されている。
  - 2023年には兵役拒否事件が5,517件、2014年には約2倍の10,308件にのぼった。
- 2022年4月3日、ベラルーシのブロガーがロシア兵たちがロシアの宅配サービスSDEKのマズィル支店のカメラの映像を公開[23]。ロシア兵が略奪品をロシア国内に送っているとして、一部の送信者のデータ、特に大きな小包の重量と宛先アドレスも公開された[24][25]。
  - メディア・ゾナは、SDEKの荷物追跡サービスを利用して同年2月21日以降のすべての出荷に関するデータを収集。そのうちロシアとベラルーシ、ウクライナ国境近くのSDEKの支店発の荷物で同じ場所に1日に2つ以上の大口荷物が送られた場合をチェックし、60箇所の "疑わしい宛先" （そのいずれも軍事大隊の拠点であった）をまとめ、「最も完全な略奪者マップ」を作成。3月末にキーウからロシア軍が撤退する時期に怪しい注文が増加、ピークは4月4日のほぼ4ｔとその1週間後の3ｔの大口注文で、以降、徐々に減っていったという[26]。

## 受賞
- 2015年 - ニュースサイトMeduzaのメディア・オブ・ザ・イヤー[27]
- 2020年 - ゲルト・ブセリウス東欧報道自由推進賞（ロシア語版）
- レッドコレギア賞（英語版）
  - 2017年 - エゴール・スコボロダ（3月）[28]、マリア・クリモワ（7月）[29]
  - 2018年 - アンドレイ・カガンスキフ（3月）[30]、エリザベータ・ペストヴァ（10月）[31]、ユリア・スグエバ（12月）[32]
  - 2020年 - ミハイル・マグロフ、エゴール・スコボロダ、アラ・コンスタンティノワ、ポリーナ・グルホワ（11月、共著者）[33]　
  - 2021年 - エレナ・ユリシナ（11月）[34]
  - 2022年 - ドミトリー・トレシャニン（5月、『最も完全な略奪者マップ』取材チーム代表者）[35]